# Guyana aux Jeux olympiques
Le Guyana a participé à 17 Jeux d'été et à aucun Jeux d'hiver. Le pays n'a gagné qu'une seule médaille, en bronze, remportée en boxe par Michael Anthony aux Jeux olympiques de 1980.